# چارلی بیکر
چارلی بیکر (انگلیسی: Charlie Baker (politician)؛ زادهٔ ۱۳ نوامبر ۱۹۵۶) سیاستمدار اهل ایالات متحده امریکا است که به عنوان هفتاد و دومین فرماندار ماساچوست فعالیت می‌کند. او در کابینهٔ دو فرماندار این ایالت مسئولیت داشته‌است.